# Вандомське графство
Вандо́мське графство (фр. Comté de Vendôme) — невелике французьке середньовічне графство в регіоні Луари зі столицею в місті Вандо́м, що постало в другій половині X століття і географічно знаходилось між Анжуйським і Блуаським графствами.
В 1514 році графство було перетворене у Вандомське герцогство-перство. У 1598 році герцог Вандомський Генріх, що став королем Франції Генріхом IV, приєднав Вандомське герцогство до королівського домену (земель французької корони). З цього часу і до 1789 року Вандомське герцогство надавалось в апанаж членам королевської родини. Після Французької революції титул «герцог Вандомський» використовується як почесний або куртуазний титул (фр. Titre de courtoisie).

## Історія
Першим відомим графом Вандомським був Бушар Ратепілат. Згодом графство Вандом на перетині чоловічої лінії переходило від одного клану до іншого через шлюби зі спадкоємицями. У 1372 році графство опинилося у володінні молодшої гілки дому Бурбонів. У 1514 році графство Вандом було піднесено до герцогства. У 1589 році Генріх IV, колишній герцог Вандомський, зійшов на французький престол, і герцогство було включено до королівського домену.
У 1598 році він створив Вандомське герцогство, вже на праві панування, для свого позашлюбного сина Сезара де Бурбон (1594—1665), що став герцогом Вандомським і поклав початок побічній лінії. Нащадки Сезара утримували герцогство до вимирання прямої чоловічої лінії в 1727 році.
З 1771 по 1789 рік герцогство Вандомське входило до апанажу майбутнього короля Людовика XVIII.
Після Французької революції титул «герцог Вандомський» з кінця XIX століття використовується як почесний або куртуазний титул (фр. Titre de courtoisie). 

## Графи Вандомські

Вандомське графство (блакитним) за часів Гуго Капета наприкінці X століття

### Бушардіди
- v. 930—956/967: Бушар Ратепілат.

- v. 956/967-1005: Бушар I, граф Вандомський. Отримав титул від графа Парижа Гуго Капета, майбутнього короля Франції. Став також графом Корбея через шлюб з Елізабет Ле Ріш, вдовою графа Хаймона де Корбей[1].

- 1005—1017: Рено († v. 1017). Був канцлером у 988 році, потім єпископом Парижа у 991 році. Є сином попереднього графа і братом Бушара, віконта Мелуна та Елізабет.

### Неверський дім
- 1017—1023: Бодон, граф Вандомський († 1023). Він одружився з Адель де Вандом-Анжу, дочкою Фулке III Нерра, графа Анжуйського та Елізабет де Вандом (донька Бушара I er</sup> Преподобний, і Елізабет де Мелун вище).
- 1023—1028: Бушар II Лисий, граф Вандомський († 1028), син попереднього. До 1027 року опіку встановив його дід Фулке Нерра, граф Анжуйський .
- 1028—1032: Адель Вандом-Анжуйська, мати попереднього та Фулк л'Уасон, граф Вандома († 1066), брат попереднього.

### Анжуйський дім
- 1032—1056 : Жоффруа I Мартель, граф Анжуйський і Вандомський.

### Неверський дім
- 1056—1066 : Фульк л'Уазон, граф Вандомський († 1066), знову.
- 1066—1085 : Бушар III молодший, граф Вандомський, син попереднього. Опіка під його двоюрідним братом Гі де Невером, володарем Нуатра, була встановлена до 1075 року.

### Дім Преї

- 1085—1102 : Жоффруа II Журден († v. 1102), сеньйор Преї, у шлюбі граф Вандомський (1086—1101), одружився з Евфросинією, донькою Фулька л'Уазона.
- 1102—1137 : Жоффруа III, відомий як Гризегоннелль, граф Вандомський († 1137), син попереднього. До 1105 року він перебував під опікою своєї матері Єфросинії Вандомської.
- 1137—1180 : Жан I, граф Вандомський (1110—1180), син попереднього
- 1180—1202 : Бушар IV, граф Вандомський (1139—1202), син попереднього.
- 1202—1211 : Жан II, граф Вандомський († 1211), онук попереднього. Він був переданий під опіку свого двоюрідного дядька Жоффруа Вандомського, сина Жана I
- 1211—1217 : Іоанн III, відомий як Церковний, граф Вандомський († 1217), син Бушара IV.

### Монтуарський дім

- 1217—1230 : Жан IV Вандомський, лорд Монтуарський, граф Вандомський, онук Бушара IV через матір.
- 1230—1249 : П'єр Вандомський, граф Вандомський (1200—1249), син попереднього.
- 1249—1270 : Бушар V Вандомський, граф Вандомський († 1270), син попереднього.
- 1271—1315 : Жан V Вандомський, граф Вандома і володар Кастра († 1315), син попереднього.
- 1315—1354 : Бушар VI Вандомський, граф Вандома і володар Кастра († 1354), син попереднього.
- 1354—1364 роки: Жан VI Вандомський, граф Вандома і Кастра († 1364), син попереднього.
- 1364—1371 : Бушар VII Вандомський, граф Вандома і Кастра († 1371), син попереднього.
- 1371—1372 роки: Жанна Вандомська, графиня Вандомська і Кастрська († 1372), донька попереднього. Вона була передана під опіку своєї бабусі Жанни де Понтьє, вдови Іоанна VI.
- 1372—1403 : Катерина Вандомська, графиня Вандомська і Кастрська († 1411), дочка Жана VI, дружина Жана VII де Бурбона .

### Бурбонський дім

Герб Бурбон-Вандома.

- 1372—1393 роки: Жан VII де Бурбон, граф Ла-Марський, Вандомський і Кастрський († 1393), і Катерина Вандомська, його дружина.
- 1393—1446 : Людовик I Бурбон-Вандомський (1376—1446), син попереднього. Паралельно цей титул носив Роберт де Віллубі з 1424 по 1430 рік. Останній отримує цей титул від короля Англії Генріха VI як нагороду за взяття в полон Жана II Алансонського і Джона Фастольфа у битві при Верней . Він покинув Вандом у 1430 році.
- 1446—1477 роки: Жан VIII Бурбон-Вандомський († 1477), син попереднього.
- 1477—1495 : Франсуа I Бурбон-Вандомський (1470—1495), син попереднього. З 1477 по 1484 роки опіку здійснював його швагер Луї де Жуайоз, чоловік Жанни де Вандом.
- 1495—1514: Карл IV Бурбон-Вандомський (1489—1537), син попереднього.

## Герцоги Вандомські
В 1514 році графство було перетворене у герцогство-перство. У 1527 році, після смерті коннетабля Карла III Бурбона, Карл IV де Бурбон-Вандомський успадкував герб Бурбонів.

### Бурбони
- 1514—1537 рр : Карл IV Бурбон-Вандомський (1489—1537), син передостаннього графа Вандомського.

З 1495 по 1546 рік титул належав Марії Люксембургзькій, вдові Франсуа де Бурбона.
- 1537—1562 : Антуан Бурбонський (1518—1562), король Наварри від дружини Жанни III д'Альбре .
- 1562—1589 роки : Генріх III Наваррський (1553—1610), король Франції (1589—1610).

## Апанажне герцогство

Герб бастардів Вандома.

У 1598 році Генріх III Наваррський, що став королем Франції Генріхом IV, приєднав Вандомське герцогство до королівського домену (земель французької корони). Але незабаром він став надаватись в апанаж.
- 1598—1665 : Сезар де Вандом (1594—1665), узаконений син Генріха IV і Габріель д'Естре, одружений з мадемуазель де Меркьор.
- 1665—1669 роки: Луї (1612—1669), син попереднього, одружений з Лаурою Манчіні.
- 1669—1712 роки : Луї Жозеф (1654—1712), син попереднього.
- 1712—1727 роки: Філіп (1655—1727), брат попереднього. З 1712 року Людовик XIV анексував Вандомуа під приводом того, що Філіп де Вандом, будучи лицарем ордена Святого Іоанна Єрусалимського, не мав права володіти будь-чим.

З 1771 по 1789 рік титул входив до апанажу графа Прованського, майбутнього короля Людовика XVIII.

## Куртуазні (ввічливі) титули
- 1895—1931 роки: Еммануель Орлеанський (1872—1931).
- з 1987 року : Жан Орлеанський (нар. 1965), орлеаніст, претендент на трон Франції з 2019 року.